# 田中悠太
田中 悠太（たなか ゆうた、1982年2月18日 - ）は、兵庫県出身のバスケットボール選手である。ポジションはSG。背番号34。186cm、78kg。

## 来歴
東洋大姫路高校から大阪経済大学、大阪ディノニクスを経て、2006年に日本プロバスケットボールリーグ（bjリーグ）の高松ファイブアローズ入団。
2007年、日本バスケットボールリーグ2部機構の豊田通商ファイティングイーグルスに移籍。2010/2011シーズン終了後に引退。

## 経歴
- 東洋大学付属姫路高校 - 大阪経済大 - 大阪ディノニクス（2005年〜2006年） - 高松ファイブアローズ（2006年〜2007年） - 豊田通商（2007年〜2011年）